# Teateråret 1878

## Årets uppsättningar

### Okänt datum
- Operan Carmen från 1875 har svensk premiär på Kungliga Operan i Stockholm.
- Bjørnstjerne Bjørnsons Det nya systemet uruppförs i Berlin.

## Födda
- 21 juni – Ellen Price, dansk balettdansös och skådespelerska.
- 25 augusti – Frithiof Strömberg, svensk skådespelare och operasångare.
- 22 oktober – Erik Forslund, svensk skådespelare.